# Osteoid
Osteoid är den benvävnad osteoblasterna bildar under benbildningen bestående av kollagen I och matrixproteiner. Osteoiden är oförkalkad och innehåller till skillnad från färdigt ben grundsubstans med bland annat kondroitinsulfat.